# Rechte Rheinstrecke
Rechte Rheinstrecke – główna, dwutorowa, zelektryfikowana linia kolejowa, biegnąca wzdłuż prawego brzegu Renu z Kolonii do Wiesbaden. Ma długość 179 km i jest podzielona przez Deutsche Bahn na dwie trasy. Trasa 465 biegnie od Kolonii do Koblencji, przez Troisdorf, Bonn-Beuel, Unkel i Neuwied. Z Koblencji biegnie trasa 466 do Wiesbaden, przez Rüdesheim am Rhein. Wraz z koleją Taunus, jest częścią linii Regional-Express RE-10.
Trasa jest uważana za najbardziej obciążoną trasę towarową w Europie (odcinek magistrali z Rotterdamu do Genui).
15 marca 2021 obryw skalny (łupek) zablokował ruch na trasie. Naprawa wymagała prac strzelniczych i wzmocnienia skarpy i spowodowała około 1,5 miesięczne zamknięcie szlaku. Ruch wznowiono obutorowo dopiero 10 maja 2021.